# Returfiber
Returfiber är den fiberråvara för papperstillverkning som härrör från returpapper.

## Returfiberproduktion
Returfibern erhålles genom behandling av returpapper i så kallade returfiberlinjer vid pappersbruk. Behandlingen omfattar olika reningssteg för att avlägsna grövre föroreningar, samt sand, plast och olika mindre oönskade partiklar. Dessa reningssteg utföres i första hand med hjälp av olika silar och cykloner (hydrocykloner eller virvelrenare).
För att avlägsna trycksvärta tillämpas i vissa fall avsvärtning (engelska deinking) följt av dispergering och ibland av tvättning. Avsvärtningen utföres ofta med flotationsteknik. Dispergering tillämpas för att finfördela kvarvarande rester av färgpigment för att hellre skapa en lätt gråton än att ha större enskilda pigmentpartiklar i slutprodukten. Speciellt i mjukpapperssammanhang kan tvättning tillämpas dels för att avlägsna färgpigment, dels för att avlägsna fint material, så kallade fines, och därigenom minska efterföljande damning.
Vidare tillämpas ofta också en ligninbevarande blekning med hjälp av ditionit eller väteperoxid för att höja ljusheten på returfibern.
Ett stort problem i returfibersammanhang är så kallade stickies, som härrör från olika klibbämnen som kommer in med returpapperet. Stickies kan ha sitt ursprung från tejp, etiketter och olika limförseglingar. Som exempel på ursprung för stickies kan självhäftande kuvert eller limbundna publikationer nämnas.
För att åstadkomma en så ren fiberråvara som möjligt, uppstår även fiberförluster tillsammans med avskiljningen av föroreningarna. Av detta skäl ligger utbytet från returpapper till returfiber, som är färdigbehandlad för papperstillverkning, i området 60-95%. Högst utbyte brukar gälla för fluting- och linertillverkning från returfiber, då utbytet kan vara upp mot 95% beroende på kvaliteten på wellreturråvaran (engelska OCC, old corrugated containers). Lägst utbyte gäller för mjukpappersprodukter med höga renhetskrav då utbytet kan vara så lågt som 60%, speciellt om tvättning tillämpas. I princip vill pappersbruken uppnå så högt utbyte som möjligt genom att utbytesförsluster dels innebär en kostnadsförlust, dels medför ett avfalls- och miljöproblem.

## Returfiberanvändning
Returfiberanvändningen har ökat kraftigt i världen under de senaste 30 åren. Globalt utgör idag returfiberråvaran ca 50% av den fiberråvara som förbrukas i papperstillverkning. Den övriga fiberråvaran utgörs naturligtvis av pappersmassa i form av färskfiber (engelska virgin fibre). För ett pappersbruk utgör ofta returfiberråvaran bara en del av totala fiberråvaran genom att den ofta blandas med färskmassa eller färskfiber före pappersmaskinen.
I statistiska sammanhang redovisas ofta mängden ihopsamlat och/eller förbrukat returpapper i ett land eller en region. Denna returpappersmängd ger alltså i genomsnitt bara 75-85% papper beroende på förlusterna i returfiberberedningen. I statistiska sammanhang kan alltså inte returpappersmängder likställas med färskmassamängder då man bedömer den resulterande pappersproduktionen eller då man jämför tillverkningskostnader.
Returfiber lämpar sig bara för tillverkning av vissa pappers- och kartongkvaliteter. Speciellt förbrukas returfiber vid tillverkning av
- tidningspapper,
- enklare skriv- och tryckpapper,
- liner och fluting, som oftast konverteras till wellpapp,
- enklare kartong,
- mjukpapper.

Ansträngningar har gjorts att också tillverka pappersprodukter med högre kvaliteter från returfiber. Emellertid stiger då behandlingskostnaderna kraftigt genom högre investeringskostnader i anläggningarna parallellt med ökad kemikalieförbrukning och ökad elförbrukning. Också lägre utbyten måste noteras som negativt. I slutänden har tillverkningskostnaderna (hitintills) blivit högre än för tillverkning av samma (eller bättre) kvaliteter från färskmassa.